# Physalia utriculus
Espèce
Physalia utriculus est une espèce de cnidaire siphonophore (organisme coloniaire) de la famille des Physaliidae.

## Caractéristiques
Elle est l'équivalent pour l'Indo-pacifique de la physalie commune Physalia physalis, originaire de l'Atlantique. Leur séparation en deux espèces distinctes est cependant contestée par les classifications récentes.

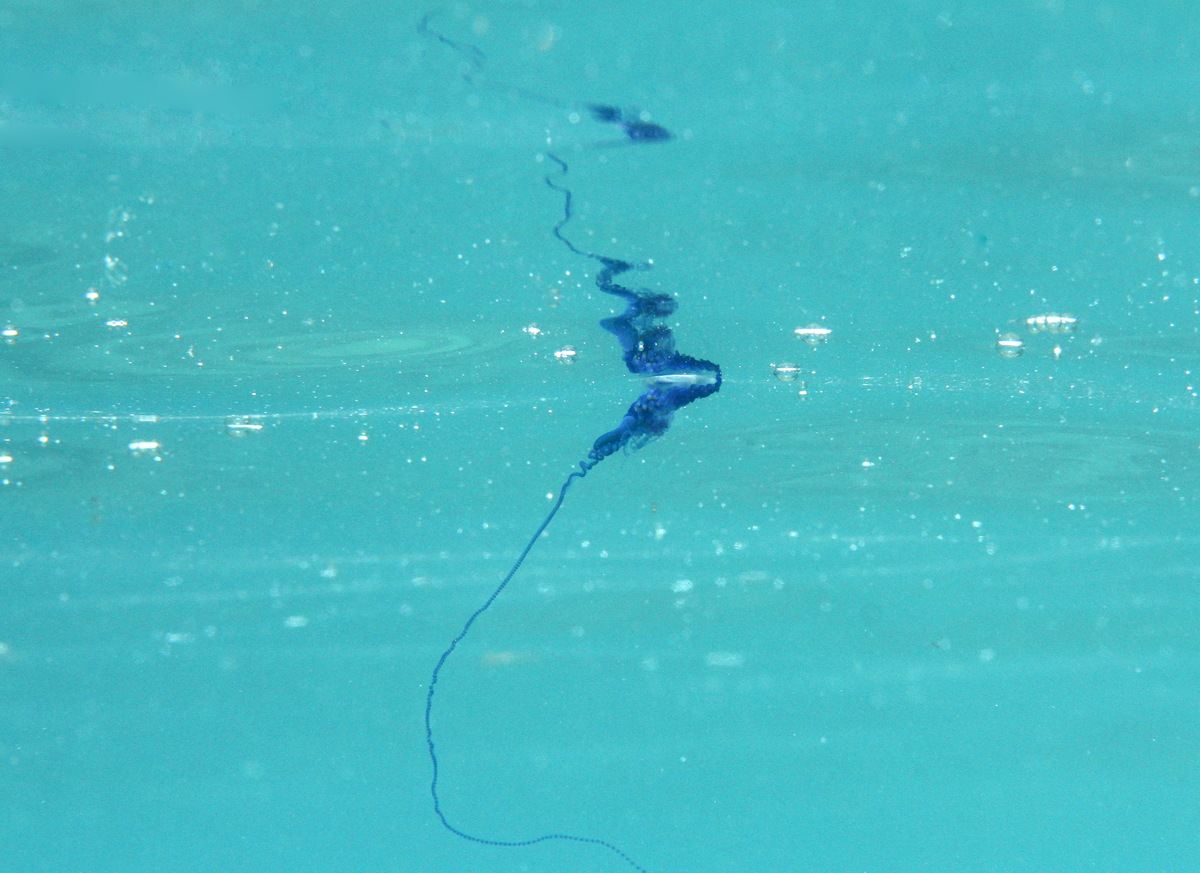
Une physalie à La Réunion.